# Adam Nussbaum
Adam Nussbaum, född 29 november 1955, är en amerikansk jazztrummis.
Nussbaum växte upp i Norwalk, Connecticut. Han studerade vid Davis Center och City College of New York innan han började arbeta som professionell musiker. År 1978 gick han med i Dave Liebmans kvintett och turnerade även med John Scofield. På senare år har också arbetat med John Abercrombie och undervisat. Han har även arbetat framgångsrikt tillsammans med Steve Swallow och Jerry Bergonzi.